# M-11 Štorm
Il missile M-11 Štorm (in russo M-11 «Шторм») è stato costruito per un ruolo antiaereo di difesa a medio raggio, ma anche superficie-superficie, con un impiego da parte di alcune grandi navi sovietiche. Il missile venne sviluppato dal precedente SA-N-1, versione navale del missile SA-3 Goa terrestre, e quindi, a differenza di quanto si è spesso detto, non deriva dal missile SA-6 Gainful, ma è un potenziamento del primo missile navale superficie-aria sovietico.
La designazione sovietica era 4K60, mentre il nome in codice NATO è SA-N-3 Goblet. Le prove in mare del missile sono state effettuate tra il 1962 e il 1964 ed i missili, consegnati alla Marina Sovietica alla fine del 1967 sono entrati in servizio nel 1969.
Il radar associato al sistema missilistico era il modello conosciuto in occidente come "Head Lights" spesso usato in combinazione con il radar di ricerca "Top Sail".
La versione iniziale 4K60 M-11 "Štorm" armata con missili V611 è conosciuta dal DoD con la denominazione SA-N-3A. La versione aggiornata denominata dai sovietici 4K65 "Štorm-M" armata con missili V611M è designata dal DoD SA-N-3B.
Il missile è stato impiegato sulle unità portaelicotteri della Classe Moskva sugli incrociatori Classe Kara e Classe Kresta II e sulle portaerei della Classe Kiev.

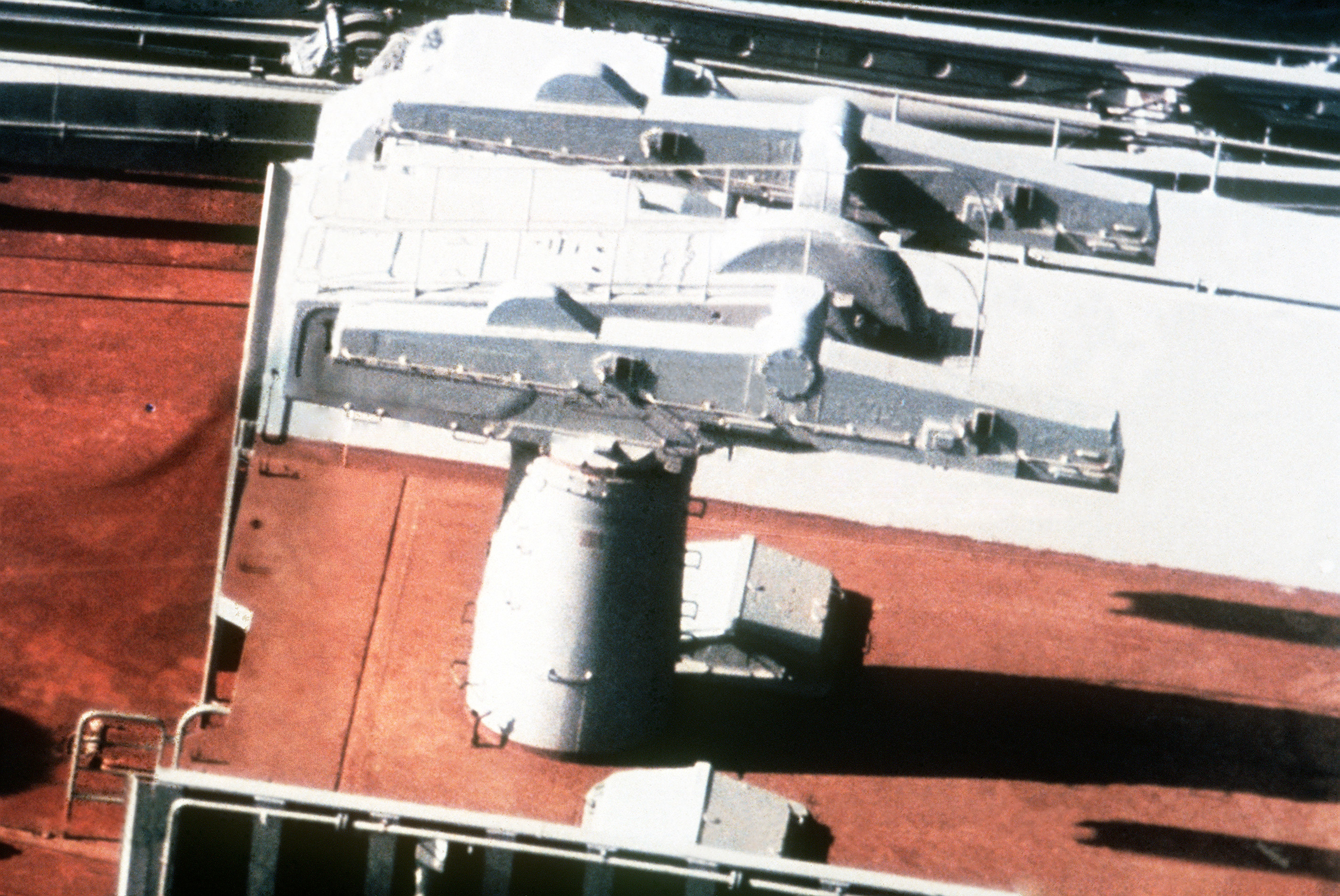
lanciamissili SA-N-3 della portaerei Kiev